# BX Brussels
BX Brussels is een Belgische voetbalclub uit Brussel. De club is aangesloten bij de KBVB met stamnummer 9026 en heeft wit en zwart als kleuren. De club werd opgericht in de jaren 80, en bereikte in het begin van de 21ste eeuw de nationale reeksen.

## Geschiedenis
De club werd als FC Bleid opgericht op 18 maart 1986, en sloot zich op 25 juni aan bij de Belgische Voetbalbond. Als clubkleuren koos men rood en zwart; de eerste voorzitter werd medeoprichter Renato Di Felice. De club ging van start in de laagste provinciale reeksen. Aangezien de accommodatie in Bleid nog in opbouw was, speelde de club het eerste decennium van zijn bestaan in Saint-Mard.
In 1993/94 haalde FC Bleid een eerste titel, en kon zo even een seizoen naar Tweede Provinciale promoveren. Het clubbestuur was ondertussen grotendeels in handen van de familie Marchal uit Bleid.
In 1995 kwam vanuit het Groothertogdom Luxemburg Renato Costantini, een ondernemer van Italiaanse origine, zich in Bleid vestigen. Hem werd het voorzitterschap van de club geboden, wat hij aanvaardde als de club effectief in Bleid zou komen spelen. Na het terrein moesten nog de kleedkamers en de kantine afgewerkt worden, wat in 1996 werd voltooid. Als objectieven wilde de nieuwe voorzitter zo vlug mogelijk promoveren uit Derde Provinciale, en binnen zes jaar tijd Eerste Provinciale bereiken.
Na een zesde plaats in 1997 en een vierde in 1998 (op amper 1 puntje van de kampioen), pakte Bleid in 1999 zijn tweede titel, en promoveerde opnieuw naar Tweede Provinciale. Ook daar draaide Bleid weer vlot mee, met meteen een vierde plaats. Het jaar nadien ging men voor de titel, maar men strandde op een tweede plaats. In 2001/02 was het wel raak. FC Bleid werd autoritair kampioen. In 30 wedstrijden won het 29 keer en speelde het 1 keer gelijk, een totaal van 88 punten op 90. Bleid promoveerde voor het eerst naar de hoogste provinciale afdeling.
In Eerste Provinciale haalde Bleid in zijn eerste seizoen al een tweede plaats, zodat men het jaar titelambities koesterde. Bleid haalde in 2003/04 inderdaad de titel, en stootte zo voor het eerst door naar de nationale Vierde Klasse.
Het eerste jaar speelde de ploeg vooral voor het behoud in Vierde Klasse. Het tweede seizoen koesterde de club echter opnieuw hoge ambities. Uiteindelijk eindigde men weer tweede, na reekswinnaar Seraing RUL. Bleid dwong wel een plaats in de promotie-eindronde af. Nadat men in de eerste ronde met strafschoppen Excelsior Veldwezelt had uitgeschakeld, bleek in de verlengingen van de tweede rond KSK Sint-Paulus Opwijk te sterk. In 2006/07 was Bleid een van de favorieten voor de titel. Gedurende het seizoen bleef Bleid boven in de rangschikking, met RRC Hamoir als grote concurrent. Bleid bleef op titelkoers tot het rechtstreeks duel met Hamoir op de 25ste speeldag. Bleid verloor en verloor zijn greep op de titel. De club mocht daarna nog naar de eindronde. Daar werden achtereenvolgens RFC Hannutois en Hoogstraten VV uitgeschakeld, maar uiteindelijk ging men in de strafschoppenreeks van de finaleronde onderuit tegen Excelsior Veldwezelt. Opnieuw greep Bleid zo naast promotie. Het derde jaar in Bevordering streed Bleid weer mee bovenin, maar ditmaal bleek URS du Centre te sterk voor de reeks. Bleid eindigde derde, en haalde weer een eindrondeplaats. Na een zege tegen Sint-Paulus Opwijk was in de tweede ronde ditmaal Rupel Boom FC te sterk.
In 2009 werd de club kampioen in de Vierde Klasse D en promoveerde zo voor het eerst naar de Derde Klasse.
Op 8 maart 2010 maakte de club bekend in vereffening te gaan vanwege financiële problemen. Deze vereffening ging dan toch niet door, en de club bleef verder spelen in derde klasse. De naam van de club werd gewijzigd in FC Bleid-Gaume waarmee de club zich op de hele streek Gaume richt.
In juni 2012 werd bekend dat FC Bleid-Gaume zijn stamnummer te koop aanbood. De club speelde toen in de Kleine Heizel. Vierdeprovincialer RWDM 2003 zou via een groep rond Michel De Wolf het stamnummer overkopen, waarbij het de bedoeling was dat de club vanaf het seizoen 2013/14 als RWDM 47 naar Brussel zou verhuizen en er in het Edmond Machtensstadion in Derde Klasse zou spelen. In het seizoen 2012/13 zou de club nog als FC Bleid-Gaume zijn thuiswedstrijden afwerken op het derde terrein van het Edmond Machtensstadion. Dit zou zo een van de vele pogingen zijn om een opvolger te creëren voor de verdwenen club RWDM. De fusieplannen gingen echter niet door en RWDM 2003 bleef gewoon verder spelen in Vierde Provinciale met het stamnummer 9449.
Op 27 maart 2013 werd bekend dat voetbalinternational Vincent Kompany investeerde in FC Bleid-Gaume. De club ging in Brussel spelen. Het was de bedoeling van Kompany om van de club een sociaal-sportief project te maken. Er werd een wedstrijd uitgeschreven om zowel naam, logo als clubkleuren te bepalen. Vanaf het seizoen 2013/14 startte de club onder de nieuwe naam BX Brussels. De rood-zwarte clubkleuren werden vervangen door nieuwe wit-zwarte clubkleuren en een nieuw logo werd aangenomen. Jesse De Preter werd aangesteld als CEO. Ex-profvoetballer en ploegmaat van Vincent Kompany, Junior Ngalula, werd sportief directeur.

### Dames elftal
In het seizoen 2024/25 slaagde het Dames elftal erin te promoveren naar het Interprovinciale niveau, via de eindronde.

## Resultaten
| Seizoen                                        | Klasse | Klasse | Klasse | Klasse | Klasse | Klasse | Klasse | Klasse | Klasse | Reeks                                                    | Punten                                                   | Opmerkingen                                                    |
|                                                | I      | I      | II     | III    | IV     | P.I    | P.II   | P.III  | P.IV   |                                                          |                                                          |                                                                |
| ---------------------------------------------- | ------ | ------ | ------ | ------ | ------ | ------ | ------ | ------ | ------ | -------------------------------------------------------- | -------------------------------------------------------- | -------------------------------------------------------------- |
| Als FC Bleid (Football Club Bleid)             |        |        |        |        |        |        |        |        |        |                                                          |                                                          |                                                                |
| 2003/04                                        |        |        |        |        |        | 1      |        |        |        | Eerste Prov. Lux.                                        |                                                          |                                                                |
| 2004/05                                        |        |        |        |        | 10     |        |        |        |        | Vierde Klasse D                                          | 37                                                       |                                                                |
| 2005/06                                        |        |        |        |        | 2      |        |        |        |        | Vierde Klasse D                                          | 57                                                       | Verlies in eindronde voor promotie tegen SK Sint-Paulus Opwijk |
| 2006/07                                        |        |        |        |        | 2      |        |        |        |        | Vierde Klasse D                                          | 65                                                       | Verlies in eindronde voor promotie tegen Excelsior Veldwezelt  |
| 2007/08                                        |        |        |        |        | 3      |        |        |        |        | Vierde Klasse D                                          | 54                                                       | Verlies in eindronde voor promotie tegen Rupel Boom FC         |
| 2008/09                                        |        |        |        |        | 1      |        |        |        |        | Vierde Klasse D                                          | 62                                                       |                                                                |
| 2009/10                                        |        |        |        | 15     |        |        |        |        |        | Derde Klasse B                                           | 40                                                       |                                                                |
| Als FC Bleid-Gaume (Football Club Bleid-Gaume) |        |        |        |        |        |        |        |        |        |                                                          |                                                          |                                                                |
| 2010/11                                        |        |        |        | 14     |        |        |        |        |        | Derde Klasse B                                           | 32                                                       |                                                                |
| 2011/12                                        |        |        |        | 12     |        |        |        |        |        | Derde Klasse A                                           | 37                                                       |                                                                |
| 2012/13                                        |        |        |        | 19     |        |        |        |        |        | Derde Klasse B                                           | 10                                                       |                                                                |
| Als BX Brussels                                |        |        |        |        |        |        |        |        |        |                                                          |                                                          |                                                                |
| 2013/14                                        |        |        |        |        | 15     |        |        |        |        | Vierde Klasse B                                          | 27                                                       |                                                                |
| 2014/15                                        |        |        |        |        |        | 15     |        |        |        | Eerste Prov. Brab.                                       | 32                                                       |                                                                |
| 2015/16                                        |        |        |        |        |        |        | 5      |        |        | Tweede Prov. Brab.                                       | 47                                                       |                                                                |
|                                                | 1A     | 1B     | 1Am    | 2Am    | 3Am    | P.I    | P.II   | P.III  | P.IV   | Vanaf 2016-17 zijn er 3 nationale en 2 regionale niveaus | Vanaf 2016-17 zijn er 3 nationale en 2 regionale niveaus | Vanaf 2016-17 zijn er 3 nationale en 2 regionale niveaus       |
| 2016/17                                        |        |        |        |        |        |        | 1      |        |        | Tweede Prov. Brab.                                       | 68                                                       |                                                                |
| 2017/18                                        |        |        |        |        |        | 12     |        |        |        | Eerste Prov. Brab.                                       | 32                                                       |                                                                |
| 2018/19                                        |        |        |        |        |        | 5      |        |        |        | Eerste Prov. Brab.                                       | 52                                                       |                                                                |
| 2019/20                                        |        |        |        |        |        | 4      |        |        |        | Eerste Prov. Brab.                                       | 41,82                                                    |                                                                |
| 2020/21                                        |        |        |        |        |        | -      |        |        |        | Eerste Prov. Brab.                                       | -                                                        | Seizoen geschrapt wegens Covid-19                              |
| 2021/22                                        |        |        |        |        |        | 13     |        |        |        | Eerste Prov. Brab. ACFF                                  | 21                                                       |                                                                |
| 2022/23                                        |        |        |        |        |        | 9      |        |        |        | Eerste Prov. Brab. ACFF                                  | 39                                                       |                                                                |
| 2023/24                                        |        |        |        |        |        | 10     |        |        |        | Eerste Prov. Brab. ACFF                                  | 34                                                       |                                                                |
| 2024/25                                        |        |        |        |        |        | 5      |        |        |        | Eerste Prov. Brab. ACFF                                  | 48                                                       |                                                                |
| 2025/26                                        |        |        |        |        |        |        |        |        |        | Eerste Prov. Brab. ACFF                                  |                                                          |                                                                |

## Bekende ex-spelers

### FC Bleid
- Jean-Philippe Charlet
- Cyril Detremmerie
- Audry Diansangu
- Zainoul Haïdara
- Brice Jovial
- David Triantafillidis
- Kévin Sommer

### BX Brussels
- Daniel Calvo
- Cédric Ciza
- Serge Djamba-Shango
- Nicola Hatefi
- Oleg Iachtchouk
- Dieudonné Kalulika
- Floribert Ngalula